# Средневилюйское газоконденсатное месторождение
Средневилюйское газоконденсатное месторождение — месторождение газа в Якутии. В 60 километрах от месторождения располагается город Вилюйск.
На территории месторождения в данный момент расположен посёлок Кысыл-Сыр.
На территории месторождения 54 скважины, из которых работают 34.

## История
Месторождение было открыто в 1965 году, в 1975 году была начата его разработка. В данный момент месторождением владеет ОАО «ЯТЭК» (на 82 % принадлежит группе «Сумма»).
В 1986 году была введен в строй УКПГ-1 — установка комплексной подготовки газа, способная перерабатывать 5 миллионов кубических метров газа ежедневно. Затем, в 1996 году, была введена в строй УКПГ-2.

## Геология
Месторождение является многозалежным, газ есть в юрских, триасовых и пермских отложениях. Наибольшие запасы газа содержатся в отложениях нижнего триаса.